# Gregory Gaye
Gregory Grigoriovitch De Gaye (* 27. Septemberjul. / 10. Oktober 1900greg. in Sankt Petersburg; † 23. August 1993 in Studio City, Kalifornien) war ein russisch-US-amerikanischer Schauspieler.

## Leben
Geboren in Sankt Petersburg, war Gregory Gaye in seiner Jugend als Kadett bei der königlich-russischen Marine im Dienst. Nachdem er für Zar Nikolaus gegen die bolschewistische Armee gekämpft hatte, floh er im Jahre 1917 nach der Oktoberrevolution über die Republik China in die Vereinigten Staaten. In den 1920er-Jahren lernte Gaye im Filmgeschäft tätige Exilanten aus Russland kennen, die ihm gegen Ende der 1920er-Jahre erste kleinere Rollen verschafften. In den folgenden Jahrzehnten sollte Gaye in über 100 Filmen sowie zahlreichen Fernsehserien spielen, wobei er mit seinem Akzent meist auf autoritäre oder aristokratische Osteuropäer besetzt wurde. Im Jahre 1936 verkörperte er den eleganten Baron von Obersdorf in William Wylers Liebesdrama Zeit der Liebe, Zeit des Abschieds sowie den italienischen Opernsänger Enrico Barelli im Kriminalfilm Charlie Chan in der Oper. Ein Jahr später spielte er neben Claudette Colbert und Basil Rathbone einen russischen Grafen in Tovarich. 1939 stellte er unter Regie von Ernst Lubitsch in Ninotschka den russischen Adeligen Alexis Rakonin dar, der sich im Pariser Exil als Kellner verdingen muss.
Während des Zweiten Weltkrieges verlegte sich Gaye vermehrt auf die Darstellung deutscher Nationalsozialisten. So spielte er in Casablanca (1942) den unfreundlichen deutschen Bankier, der von Rick Blaine (Humphrey Bogart) an der Tür seines Cafés abgewiesen wird. Einen weiteren schurkischen Bankier spielte er 1945 in Cornered an der Seite von Dick Powell und Walter Slezak. Während seine Filmrollen ab den 1950er-Jahren zumeist nur kleiner Natur waren, übernahm er auch regelmäßig Gastrollen im Fernsehen. In der Fernsehserie Commando Cody spielte er 1955 etwa in zwölf Folgen einen machthungrigen Außerirdischen, der die Weltbevölkerung bedroht. Zu Gayes späteren Filmrollen gehörten ein verrückter Nazi-Wissenschaftler in Creature with the Atom Brain (1955) sowie Generalfeldmarschall Erwin Rommel in der Filmbiografie Hitler (1962). Ab Ende der 1960er-Jahre stand er nur noch spärlich vor der Kamera, im Jahre 1979 hatte er dann seine letzte kleine Rolle als russischer Premierminister in Meteor.
1985 starb Gayes zweite Ehefrau Frances Lee nach einer Ehe von über 40 Jahren. Er selbst verstarb 1993 im Alter von 92 Jahren an Altersschwäche. Sein Neffe war der bekannte Schauspieler George Gaynes (1917–2016).

## Filmografie (Auswahl)
- 1928: Wetterleuchten (Tempest)
- 1929: Die schwarze Garde (The Black Watch)
- 1929: Eine Nacht im Prater (The Case of Lena Smith)
- 1930: High Society Blues
- 1931: Young as You Feel
- 1932: Once in a Lifetime
- 1934: British Agent
- 1936: Zeit der Liebe, Zeit des Abschieds (Dodsworth)
- 1936: That Girl from Paris
- 1936: Charlie Chan in der Oper (Charlie Chan at the Opera)
- 1937: Tovarich
- 1937: First Lady
- 1937: Wise Girl
- 1938: Der Testpilot (Test Pilot)
- 1938: Zu heiß zum Anfassen (Too Hot to Handle)
- 1939: Ninotschka (Ninotchka)
- 1939: The Three Musketeers
- 1940: Galopp ins Glück (Down Argentine Way)
- 1941: I Wake Up Screaming
- 1942: Casablanca (Casablanca)
- 1942: Die Königin vom Broadway (My Gal Sal)
- 1944: Der Ring der Verschworenen (The Conspirators)
- 1945: Cornered
- 1945: Spionage in Fernost (Blood on the Sun)
- 1945: Gefährliche Mission (Persuit to Algiers)
- 1945: Polonaise
- 1946: So Dark the Night
- 1947: So einfach ist die Liebe nicht (The Bachelor and the Bobby-Soxer)
- 1947: Tanz ohne Ende (The Unfinished Dance)
- 1949: Dancing in the Dark
- 1949: Graf Cagliostro (Black Magic)
- 1950: Ladung für Kapstadt (Cargo to Capetown)
- 1951: Der rote Falke von Bagdad (The Magic Carpet)
- 1951: Peking-Expreß (Peking Express)
- 1951: Der Rächer von Casamare (Mask of the Avenger)
- 1951: Als die Rothäute ritten (When the Redskins Rode)
- 1951: Frauenraub in Marokko (Ten Tall Men)
- 1952: Sturmfahrt nach Alaska (The World in His Arms)
- 1953: Der rote Dolch (Flame of Calcutta)
- 1953: Eine Leiche auf Rezept (Remains to bei Seen)
- 1953: Der Gehetzte (The Juggler)
- 1953: Retter von Tulonga (Savage Mutiny)
- 1954: Das Zigeunermädchen von Sebastopol (Charge of the Lancers)
- 1955: Creature with the Atom Brain
- 1955: Commando Cody: Sky Marshal of the Universe (Fernsehserie, 12 Folgen)
- 1956: Geliebt in alle Ewigkeit (The Eddy Duchin Story)
- 1957: Steig aus bei 43000 (Bailout at 43,000)
- 1957: Seidenstrümpfe (Silk Stockings)
- 1958: Die tolle Tante (Auntie Mame)
- 1960: Frankie und seine Spießgesellen (Ocean's Eleven)
- 1960: Mister McCall
- 1961: Blaues Hawaii (Blue Hawaii)
- 1961–1962: The Roaring 20's (Fernsehserie, 16 Folgen)
- 1962: Hitler (Hitler)
- 1962: Die vier apokalyptischen Reiter (The 4 Horsemen of the Apocalypse)
- 1963: Der Preis (The Prize)
- 1964: Prinzgemahl im Weißen Haus (Kisses for My President)
- 1966: Batman hält die Welt in Atem (Batman)
- 1966–1970: FBI (Fernsehserie, fünf Folgen)
- 1969: Topas (Topaz)
- 1978: Die Geliebte des Präsidenten (The President's Mistress) (Fernsehfilm)
- 1979: Meteor